# M47 (疏散星團)
M47 (Messier 47或NGC 2422)是位於南天星座船尾座中的一個疏散星團。早在1654年之前，義大利天文學家喬凡尼·巴蒂斯塔·霍迪納就發現它了，後來查爾斯·梅西耶又於1771年2月19日獨立重新再發現該天體。但由於紀錄上的錯誤，又再一次的被發現；現在常用的名稱是NGC 2422。
梅西耶是使用 弧矢增八(船尾座2，船尾座k)做為參考星來標示指示M47的赤經和赤緯位置。然而在該位置上沒有星團，因此M47曾被認為是一個遺失的梅西耶天體。但是，如果改變緯度的正負號，就發現位置是正確的。Oswald Thomas在1934年就已經發現梅西耶在這方面的錯誤，而加拿大天文學家T.F.Morris直到1959年才意識到這一點。
M47的中心距離地球大約1,600光年，年齡約是7,800萬年。測量到的成員有視星等19等的紅矮星，成員數量大約是500顆，最亮的是HD 60855，是顆5.7等的Be星。星團的主要成員是B型主序星和巨星，與最亮的紅巨星形成明顯的顏色對比。
它與更古老、更遙遠的M46相距大約1.3度。